# Dave Menne
David Jeremy Menne (ur. 29 lipca 1974 w Minneapolis) – amerykański zawodnik mieszanych sztuk walki (MMA). Pierwszy mistrz UFC w wadze średniej z 2001 roku.

## Kariera MMA
Menne zadebiutował w MMA w 1997 roku. Jeszcze w tym samym roku, 4 kwietnia, wygrał turniej HOOKnSHOOT gdzie stawką było mistrzostwo w wadze lekkiej.  W latach 1997−2000, toczył walki głównie na lokalnych galach m.in. Extreme Challenge, zwyciężając w pięciu turniejach, na których pokonywał m.in. Chrisa Lytle'a i Dennisa Hallmana oraz zanotował porażkę z Mattem Hughesem.
10 marca 2000, zadebiutował w UFC pokonując na punkty Fabiano Ihe. Dwa miesiące później zdobył pas mistrza prestiżowej w tamtym czasie World Extreme Fighting w wadze junior ciężkiej. Do końca roku walczył w Japonii na galach RINGS, wygrywając tamtejszy turniej eliminacyjny King of Kings 2000 Block A.
Na początku 2001 w lutym, został zaproszony do 8-osobowego turnieju, który był organizowany w Kuwejcie. Poza Mennem, ściągnięto na turniej m.in. zawodnika PRIDE FC Carlosa Newtona, Matta Hughesa oraz Jose Landi-Jonsa. Menne wygrał cały turniej pokonując trzech rywali na punkty w tym Newtona, otrzymując nagrodę w wysokości 60 tys. USD. Amerykanin w czasie całego turnieju spędził w ringu 30 minut.
24 lutego wyjechał do Japonii na finał turnieju RINGS. Rywalem okazał się zawodnik gospodarzy Hiromitsu Kanehara, który znokautował Menne'a w 3. rundzie.
Przegraną powetował sobie jeszcze w tym samym roku, 28 września na gali UFC 33 w Las Vegas zdobył inauguracyjne mistrzostwo UFC w wadze średniej (do 84 kg), pokonując po 5. rundowym pojedynku Gila Castillo, lecz tytuł stracił już w pierwszej obronie. 11 stycznia 2002 na rzecz Brazylijczyka Murilo Bustamante, który pokonał go przez techniczny nokaut. Zdobycie mistrzostwa UFC było największym osiągnięciem w zawodowej karierze Amerykanina mimo krótkiego czasu bycia na szczycie. Po tym nie osiągał praktycznie żadnych sukcesów.
W latach 2002−2006 walczył i zwyciężał głównie z anonimowymi zawodnikami na okolicznych galach w USA. Menne przegrywał ważniejsze pojedynki m.in. z Hayato Sakuraiem i Jakem Shieldsem oraz trzy walki w UFC kolejno z Philem Baronim, Joshem Koscheckiem i Włochem Luigi Fioravantim - ostatecznie jego rekord w UFC wyniósł 2-4 - jest to jak dotąd najgorszy rekord byłego mistrza w organizacji.
W 2009 podpisał kontrakt z Bellator FC na udział w 8-osobowym turnieju wagi półśredniej w którym ostatecznie doszedł do półfinału.
W 2012 roku zmierzył się w rewanżowym pojedynku z Murilo Bustamante w Brazylii. Po 15. minutowym, wyrównanym pojedynku na punkty zwyciężył Brazylijczyk.

## Osiągnięcia w MMA
- 1997: HOOKnSHOOT Lightweight Championship - 1. miejsce w turnieju wagi lekkiej
- 1997: Mistrz HOOKnSHOOT w wadze lekkiej
- 1998, 1999: Extreme Challenge - 4-krotny zwycięzca turniejów
- 1999: Gladiators - 1. miejsce
- 2000: Mistrz World Extreme Fighting w wadze junior ciężkiej
- 2000: RINGS: King of Kings 2000 Block A - 1. miejsce turnieju eliminacyjnego
- 2001: Shidokan Jitsu – Warriors War - 1. miejsce
- 2001–2002: Mistrz Ultimate Fighting Championship w wadze średniej
- 2009: Bellator FC - półfinalista turnieju wagi półśredniej